# عاصم بن أبي النجود
عَاصِمُ بْنُ أَبِي ٱلنَّجُودِ (بفتح النون) ٱلْكُوفِيُّ ٱلْأَسَدِيُّ، أو عَاصِمٌ ٱلْقَارِئُ (؟ - 127هـ / ؟ - 745 م)، أحد القُرَّاء السبعة، وكان في الكوفة شيخَ الإقراء. وتنتهي أكثر الأَسناد باسمه. قرأ على زِرِّ بْنِ حُبَيش عن الصحابي عبدِ اللهِ بْنِ مسعود، وعلى أَبِي عبدِ الرحمـٰن السُّلَمِيِّ عن الصحابي عليِّ بْنِ أبي طالب. وقرأ أيضاً على أبي عَمْرٍو سعدِ بْنِ إياس الشيباني الكوفي، وأبو عمرٍو هذا أدرك النبي ولم يَرَه، وقد أخذ القراءة عن عبد الله بن مسعود. يأتي إسناده في العلو بعد بن كثير وابن عامر، فبينه وبين النبي رجلان. وكان يُقرئ حفصاً بقراءة عليِّ بْنِ أبي طالب، وهي من طريق أبي عبد الرحمن، ويقرئ شُعبةَ بْنَ عَيَّاش بقراءةِ ابْنِ مسعود، وهي من طريق زِرِّ بْنِ حبيش. وأبوه اسمُه: بَهْدَلَةُ، وقيل: بَهْدَلَةُ أمُّه، وكُنية عاصم: أبو بكر، وقيل: أبو عَمْرٍو.

## تلاميذه
أما عن تلاميذه الذين رووا عنه فكثيرون عد منهم الذهبي: الأعمش والمفضل بن محمد الضبي وحماد بن شعيب وأبو بكر بن عياش وحفص بن سليمان الكوفي ونعيم بن ميسرة، وأبو عمرو البصري، وكل هؤلاء قرءوا عليه القرآن.
قال أحمد بن عبد الله البجلي: «عاصم بن بهدلة صاحب سنة وقراءة، كان رأساً في القرآن وكان من أوثق الرواة، وقال عنه أبو حاتم محله الثقة».[بحاجة لمصدر]
توفي عام 127 هـ  وقيل 129 هـ.